# 짐워크
짐워크(Gymwork)는 대한민국의 IT 피트니스 스타트업으로, 운동 루틴 기록과 개인 맞춤형 프로그램을 제공하는 모바일 애플리케이션이다. 
출시 후 2년 만에 누적 다운로드 수 20만을 달성했다. 2024년 8월에는 매쉬업벤처스로부터 시드 투자를 유치해 성장 기반을 강화했으며, 2025년 6월에는 중소벤처기업부의 팁스(TIPS) 프로그램에 최종 선정되었다. 이를 통해 2년간 최대 5억 원 규모의 R&D 자금을 확보하여 AI 기반 개인화 운동 기술을 고도화하고 있다.
짐워크 창립자들은 하이퍼커넥트·당근마켓·오늘의집 등 유니콘 스타트업 출신으로 구성되어 있으며, 개발·디자인·서비스 기획 분야에서 풍부한 경험을 갖추고 있다. 
이러한 경험을 바탕으로 AI 기반 운동 경험 개선과 함께 글로벌 피트니스 시장 확장이 이루어질 것으로 전망한다.

## 소속 코치
짐워크는 보디빌딩 및 파워리프팅 대회 우승 경력을 보유한 전문 선수들을 코치로 영입하여 다양한 운동 프로그램을 제공하고 있다.
- 미스터 올림피아 212 챔피언 keone pearson
- 70만 유튜버 권혁TV
- 32만 유튜버 왓섭쿠
- 피지컬 100 출연자 미라클 넬슨
- 12만 유튜버 조초헬스
- IFBB 비키니 PRO 김효정

## 특징
- 프로 선수들의 운동 프로그램:  100명 이상의 프로 보디빌딩 선수와 트레이너가 직접 설계한 운동 프로그램과 동영상 가이드 제공
- AI 맞춤 루틴: 사용자의 운동 환경, 개인 기록, 목표에 따른 맞춤형 운동 루틴 제공
- 운동 기록 분석: 근육 회복도, 주간 평균 볼륨 등 사용자의 운동 기록에 따른 시각화된 분석 제공
- 소셜 기능: 사용자 간 운동 기록 공유, 경쟁 등 동기 부여 요소 포함
- 데이터 기반 추천: 기록 데이터를 기반으로 세트 구성, 중량, 난이도 조절 등 맞춤형 추천 제공

- AI 비전 인식 기반 가이드: 운동 기구를 카메라로 촬영하면 기구명과 운동 가이드를 알려주는 기능 제공